# Rudolf Kempe
Rudolf Kempe (Dresda, 14 giugno 1910 – Zurigo, 12 maggio 1976) è stato un direttore d'orchestra tedesco.

## Biografia
Nato a Dresda, dall'età di 14 anni iniziò a studiare presso la scuola della Staatsoper. Suonò l'oboe nell'orchestra dell'Opera di Dortmund e nell'orchestra del Gewandhaus di Lipsia, dal 1929. Oltre all'oboe, suonava anche il pianoforte, come solista o accompagnatore nei concerti di musica da camera, e perciò, nel 1933, il nuovo direttore dell'Opera di Lipsia lo chiamò a essere dapprima il ripetitore, quindi il direttore d'orchestra
Durante la seconda guerra mondiale, Kempe venne arruolato nell'esercito tedesco, ma, al posto del servizio attivo al fronte, venne impegnato in attività musicali, come organizzare concerti per le truppe, e in seguito fu nominato direttore del Teatro dell'Opera di Chemnitz.

### Opera
Kempe diresse l'orchestra dell'Opera di Dresda e la Sächsische Staatskapelle Dresden dal 1949 al 1952. Con essa effettuò le sue prime registrazioni, fra cui Der Rosenkavalier, Die Meistersinger von Nürnberg e Der Freischütz. Anche dopo la fine del suo incarico mantenne uno stretto legame con l'orchestra.
La sua carriera internazionale ebbe inizio con l'ingaggio alla Staatsoper di Vienna per la stagione teatrale del 1951, durante la quale diresse Die Zauberflöte, Simon Boccanegra e Capriccio.
Venne invitato a succedere a Georg Solti sul podio della Bayerische Staatsoper a Monaco dal 1952 al 1954: il governo della Repubblica Democratica Tedesca gli permise di accettare senza dover troncare i legami con Dresda. Nel 1953 Kempe giunse in tournée con la compagnia di Monaco alla Royal Opera House di Londra, e Sir David Webster, l'amministratore generale, gli offrì il posto di direttore musicale della compagnia del Covent Garden; Kempe però rifiutò e dopo l'esperienza a Monaco non accettò alcun incarico in nessun teatro. Tuttavia tornò spesso al Covent Garden dove era assai popolare, dirigendo fra gli altri Salomè, Elektra, Der Rosenkavalier, Der Ring des Nibelungen, Un ballo in maschera e Madama Butterfly. Come direttore ospite, Kempe tornò spesso anche a Monaco, impegnandosi soprattutto nel repertorio italiano.
Fece il suo debutto al Festspielhaus di Bayreuth nel 1960. Il ciclo del Ring da lui diretto in quell'anno fu notevole per il cast, con il ruolo di Wotan diviso fra Hermann Uhde e Jerome Hines, e di Brünnhilde fra Astrid Varnay e Birgit Nilsson.

### Filarmonica
Nel 1960, Kempe fu scelto dal fondatore dell'orchestra, Sir Thomas Beecham, per divenire direttore associato della Royal Philharmonic Orchestra; nel 1961 ne sarebbe divenuto il direttore principale e, dal 1963 al 1975, il direttore artistico. Fu il primo a introdurre anche le donne nell'orchestra. Nel 1970 la Royal Philharmonic lo nominò direttore a vita, ma nel 1975 Kempe presentò le dimissioni.
Dal 1965 al 1972 Kempe lavorò anche con l'Orchestra della Tonhalle di Zurigo e dal 1967 fino alla sua morte diresse l'Orchestra Filarmonica di Monaco di Baviera, con la quale fece numerose tournée all'estero e registrò le prime incisioni quadrifoniche delle sinfonie di Beethoven.
Negli ultimi mesi di vita, Kempe era il direttore principale della BBC Symphony Orchestra. Il 16 luglio 1976 avrebbe dovuto inaugurare la stagione con la Missa Solemnis di Beethoven, ma morì a Zurigo il 12 Maggio, all'età di 65 anni.